# Silo misilístico

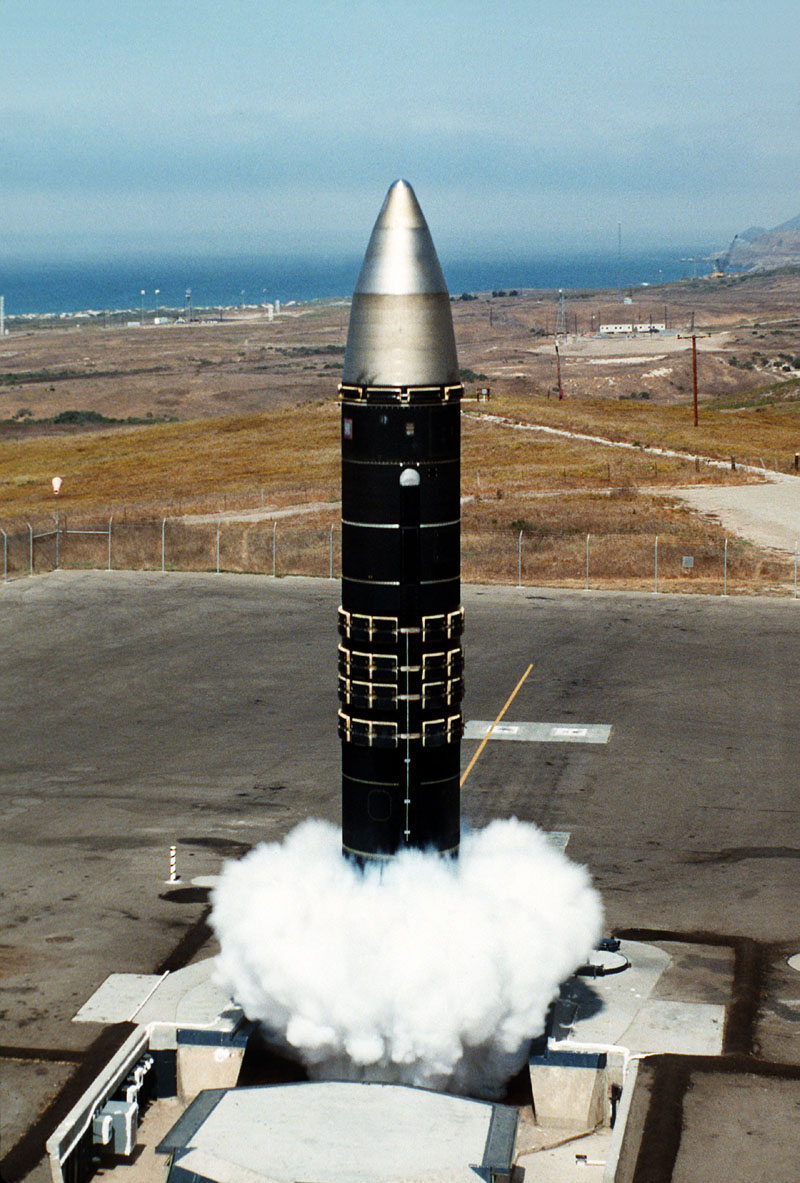
Lanzamiento de un Peacekeeper MX desde un silo.

Un silo misilístico o silo de misiles es la estructura parcialmente subterránea en forma de pozo  que almacena misiles y cuya finalidad y diseño responde a la protección y lanzamiento de un misil. Debe cumplir con requisitos de temperatura y humedad para mantener durante mucho tiempo listos los misiles balísticos para su lanzamiento. 
Los silos son el principal medio para almacenar misiles (especialmente los misiles nucleares ICBM) y los equipos que permiten lanzarlos. El propósito básico de un silo es permitir que el misil pueda ser disparado rápidamente y protegerlo de influencias externas, incluido un ataque enemigo con armas nucleares.
Los silos se usan principalmente para lanzar misiles balísticos estratégicos y se comenzaron a utilizar en la década de 1960.
Los silos de misiles pueden definirse como base subterráneas blindadas capaces de soportar un ataque nuclear. En las décadas de 1960 y 1970 se construían en masa para acomodar ICBM y permitir que estuvieran listos para ser lanzados en el momento de la orden. Estos recintos tenía instalaciones para alojar personal militar destinado a realizar el lanzamiento.
En la Guerra Fría llegaron a ser unos 82 en EE. UU., y se encontraban primordialmente en zonas desérticas. Con la distensión militar entre los Estados Unidos y la antigua URSS muchas de estas instalaciones han sido desmanteladas, llegando  algunos casos a transformarse en museos.

## Historia
A finales de la Segunda Guerra Mundial las armas de represalia V-1 y V-2 para el lanzamiento se manejo la idea de emplear tanto emplazamientos fijos protegidos como móviles. Esa discusión se mantiene, pero en las plataformas móviles también se consideran los submarinos que han ganado adeptos sobre los silos fijos.

### Alemania
Se considera la Coupole el precursor más antiguo de los modernos silos de misiles subterráneos. Fue construida por las fuerzas de la Alemania nazi en el norte de la Francia ocupada, entre 1943 y 1944, para servir como base de lanzamiento de cohetes V-2. La instalación fue diseñada con una inmensa cúpula de hormigón para almacenar una gran cantidad de V-2, ojivas y combustible. Estaba destinada a lanzar V-2 a escala industrial. Diariamente docenas de misiles  debían ser repostados, preparados y situados al aire libre al lado de la cúpula de hormigón de la instalación, y a continuación lanzados desde cualquiera de las dos plataformas de lanzamiento al aire libre en rápida secuencia contra Londres y el sur de Inglaterra. También se construyó, Una instalación con el mismo propósito pero menos sofisticada, el Blockhaus d'Eperlecques, a unos 14,4 kilómetros al nornoroeste de La Coupole, más cerca de los objetivos previstos en el sureste de Inglaterra.
Tras repetidos bombardeos intensos de las fuerzas aliadas durante la Operación Crossbow, los alemanes no pudieron completar la construcción de las obras y el complejo nunca entró en servicio. El Reino Unido realizó investigaciones posteriores a la guerra, y determinó que era "un lugar de reunión para proyectiles largos que se manejaban y preparaban de forma más conveniente en posición vertical".

### Reino Unido
El primer silo de misiles subterráneos moderno fue construido en la década de 1950 por el Reino Unido, para albergar sus misiles Blue Streak. En el Reino Unido se construyó solo un silo de prueba, en la base militar RAF Spadeadam. Reino Unido canceló el proyecto Blue Streak, ya que los soviéticos habían desarrollado misiles que podían atacar con poca advertencia y sin tiempo suficiente para armar dichos misiles. En 1960 el modelo de lanzamiento del misil nuclear ICBM se cambió, a misiles balísticos lanzados por submarinos estadounidenses Polaris.

### Estados Unidos

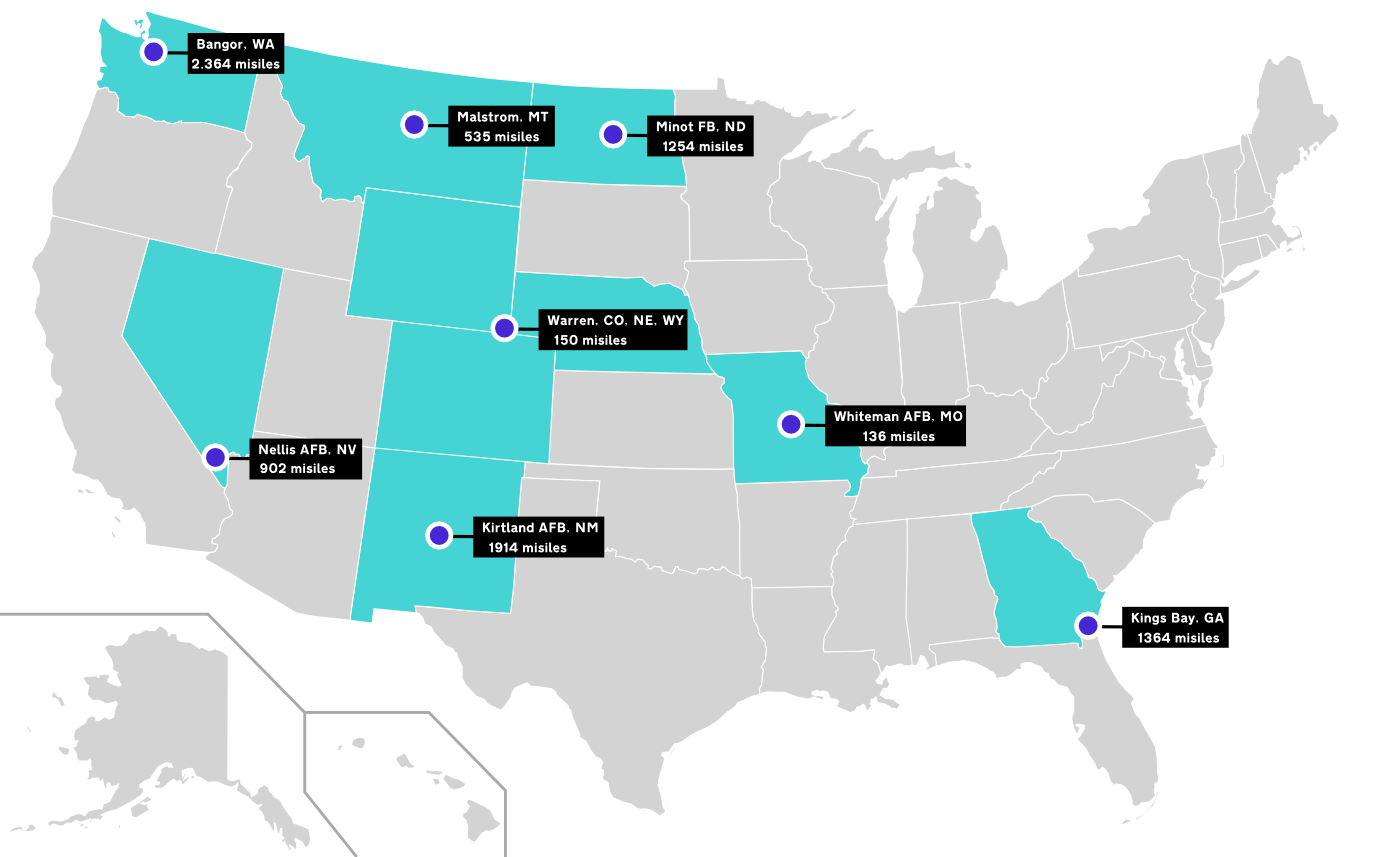
Número de ojivas nucleares en las principales bases estadounidenses en 2006.

La idea británica de un silo de misiles subterráneos fue adoptada y desarrollada por los Estados Unidos para las instalaciones de lanzamiento de sus misiles balísticos intercontinentales. La mayoría de los silos se construyeron en Colorado, Nebraska, Dakota del Norte, Dakota del Sur , Misuri, Montana, Wyoming y otros estados del oeste de distancia de ciudades densamente pobladas, aunque algunas instalaciones de lanzamiento habían sido localizadas previamente en zonas remotas del norte de Nueva York y el norte de Nueva Inglaterra. Poseía numerosos sistemas de defensa para mantener a raya a los intrusos y otros sistemas de defensa para evitar la destrucción del misil.

### URSS
Durante la Guerra Fría hasta la década de 1960, los ICBM se lanzaban desde bases en superficie. El primer ICBM el R7, creado por la Unión Soviética, utilizó un complejo de lanzamiento que dio lugar al cosmódromo de Baikonur. En muchos casos, fueron los mismos que se utilizaron para los lanzamientos civiles, como el Sitio 1 y el Sitio 31. Eran vulnerables a los ataques con bombarderos de los Estados Unidos.

### Epílogo
Con el aumento de la precisión de los misiles los silos sean mucho más vulnerables que cuando se introdujeron en la década de 1950. En las décadas de 1970 y 1980, el ejército estadounidense intentó desarrollar un reemplazo adecuado para el silo, pero sin éxito.
Hoy en día, la mayoría del arsenal de misiles de EE. UU. Se almacena en submarinos como SLBM . Rusia ha reducido su arsenal a un puñado de armas móviles y silo, y submarinos.
La disminución en el uso de silos ha llevado a que muchos silos ya no tengan una función militar y se hallan vendido a terceros o han sido abandonados. A menudo, estos viejos silos se convierten en construcciones únicas.

## Estructura
Principalmente es un pozo vertical en el que se colocan las estructuras de soporte, los mecanismos y el equipo para el lanzamiento del cohete. La parte superior, el silo se cierra con un dispositivo de protección, una compuerta de alta resistencia. Equipada con un mecanismo de apertura rápida antes del disparo. Se puede abrir con una bisagra, como una puerta, o desplazarse en un plano horizontal.
En los primeros silos los espacios eran bastante amplios, debido al gran tamaño de los primeros misiles de combustible líquido , la complejidad de los equipos de abastecimiento de combustible, un número considerable de personal y la necesidad de grandes cantidades de aire para respirar este personal debido a la posibilidad de fugas de combustible para cohetes corrosivo y tóxico. Sin embargo, la transición a misiles más pequeños y con combustibles sólido, no peligrosos y las crecientes necesidades de seguridad han hecho disminuir las dimensiones, ya que el tamaño más pequeño de la estructura de pared gruesa tiene mayor resistencia y menos costosos en la construcción.
Los silos modernos protegen el complejo de lanzamiento de una explosión nuclear cercana. A su vez, al mismo tiempo que aumenta la protección del silo, se mejoran los medios de destrucción, principalmente aumentando la precisión y el uso de municiones que penetran en el suelo.

## Modo funcionamiento
El modo de funcionamiento de los silos ha ido variando en función de las características de los misiles. Inicialmente empleaban propergoles líquidos criogénicos, que requerían que los misiles se almacenaran sin combustible y se repostara inmediatamente antes del lanzamiento.
Los misiles americanos Atlas utilizaron cuatro diferentes plataformas de almacenamiento y lanzamiento. 
- La primera versión era una plataforma vertical al nivel del suelo, en la Base de la Fuerza Aérea Vandenberg en la Costa Central de California.
- La segunda versión se almacenó horizontalmente en una estructura similar a un cobertizo con un techo retráctil, para luego elevarse a la vertical y poner en marcha, en la Base de la Fuerza Aérea Warren en Wyoming.
- La tercera versión se almacenó horizontalmente, pero mejor protegida en un edificio de concreto conocido como "ataúd", luego se elevó a la vertical poco antes del lanzamiento.
- La cuarta versión fue el primer silo de misiles que se usó. El cohete Atlas F se almacenba verticalmente en silos subterráneos. Se repostaba en el silo, y se debía elevar hidraúlicamente a la superficie, fuera del silo, para su lanzamiento. El misil Titan I usó un silo similar. En esta variante, el cohete se almacena verticalmente en un sistema de elevación hidráulico grande . Después de un comando de arranque, el cohete se reposta en el silo, la tapa se abre, el cohete se eleva a la superficie y se inicia desde allí. Estos silos podrían soportar una sobrepresión de 690 kPa.[4]

Los misiles soviéticos empleaban procedimientos similares.
La situación cambió cuando Estados Unidos encargó el Titan II y el soviético el UR-100. Ambos usaron un combustible líquido que se podía almacenar en los cohetes a temperatura ambiente durante mucho tiempo, por lo que ya no era necesario almacenarlos vacíos y llenarlos justo antes del lanzamiento. Los silos para el Titan II  deberían permitir el lanzamiento directamente desde el silo. Los EE. UU., en este caso, contó con la experiencia británicas con el programa Blue Streak. El primer lanzamiento exitoso de un cohete desde un silo tuvo lugar el 3 de mayo de 1961 por el Silo Launch Test Facility de Vandenberg AFB en los EE. UU. con un Titán I modificado. Esta generación de silos de cohetes fue diseñada para un arranque en caliente, es decir, los motores se encienden en el silo y el gas de escape se desvía en el fondo del silo de un deflector de llama en uno o dos conductos de escape. Los cohetes Titan II estaban estacionados en tales silos desde 1963. Los silos Titan II se diseñaron para aguantar 2000 kPa. Tanto las primeras versiones elevadoras silo como los silos para el Titan II tenían en común que el centro de control de dispato se conecta directamente al silo (en el caso de la Titan I incluso tres silos) y los equipos de guardia tenía contacto diario con "su" cohetes. Los primeros cohetes soviéticos en silos fueron los misiles de mediano alcance el R-12U y el R-14U, seguidos por los misiles balísticos intercontinentales R-16U y R-9 de mediados de la década de 1960.
Desde 1964, Estados Unidos estacionó el misil compacto Minuteman. Al igual que el Titan II, estaba estacionado en silos para el lanzamiento caliente, su menor tamaño permitió a estos silos soportar una presión de 6 MPa. A diferencia de los complejos de misiles anteriores, los silos Minuteman ya no estaban conectados directamente a un centro de control de lanzamiento. En el Minuteman, un centro de lanzamiento central controla diez silos en el área a una distancia de varios kilómetros el uno del otro.
El tercer tipo de silos fue introducido por la Unión Soviética en la década de 1970 para el MR UR-100 y R-36M y se basa en el sistema de lanzamiento de cohetes en submarinos sumergidos . El cohete está montado en un bote de lanzamiento, que a su vez se inserta en un silo. En el lanzamiento, el cohete se dispara desde el silo por medio de un sistema de gas frío y los motores del cohete se encienden solo después de salir del silo. Esto tiene la ventaja de que los silos pueden construirse más fácilmente ya que no se deben extraer gases de escape del silo. Además, los silos existentes de los cohetes más antiguos se podían usar fácilmente para los nuevos sistemas y permitía una recarga relativamente rápida del silo. Estados Unidos introdujo este sistema para el misil Peacekeeper en 1988. Este sistema de lanzamiento también se utiliza para los sistemas de misiles móviles introducidos desde la década de 1970 en la Unión Soviética, excepto que el bote de lanzamiento con el cohete no está montado en un silo, sino  en el vehículo.
Además de los misiles balísticos de mediano alcance e intercontinentales, la Unión Soviética y los Estados Unidos también colocaron misiles interceptores y misiles para comunicaciones de emergencia en silos. E l Interceptor Basado en Tierra de la Defensa Nacional de Misiles en Alaska está estacionado en silos. Rusia también está lanzando silos con el vehículo de lanzamiento de satélite Dnepr-1 basado en el R-36M.